# Verrucosa sergipana
Espèce
Verrucosa sergipana est une espèce d'araignées aranéomorphes de la famille des Araneidae.

## Distribution
Cette espèce est endémique du Sergipe au Brésil,.

## Description
Le mâle holotype mesure 3,20 mm.

## Étymologie
Son nom d'espèce lui a été donné en référence au lieu de sa découverte, le Sergipe.

## Publication originale
- Lise, Kesster & Silva, 2015 : Revision of the orb-weaving spider genus Verrucosa McCook, 1888 (Araneae, Araneidae). Zootaxa, no 3921(1), p. 1-105.